# C15H22O10
分子式C12H22O10，摩尔质量：362.33g/mol，可以指：
- 木糖醇五乙酸酯，CAS号：13437-68-8
- 梓醇，CAS号：2415-24-9

|  | 这个同类索引页列出了具有相同分子式的化学物（即同分異構體）条目。 除非您是有意链接至本页，否则应将相应条目的内部链接指向正确的条目。 |